# سمك الشبوط
الشَّبُّوط أو الشباط أو المبروك أو البُنِّي سمك ضخم جريء، بطيء الحركة، يعيش في المياه الدافئة الغنية بالأعشاب والقشريات. ويطلق عليه في بعض البلدان العربية اسم المبروك. وعلى الرغم من أنه من أسماك المياه العذبة، إلا أنه يوجد أحيانًا في المياه قليلة الملوحة مثل بحر البلطيق. وتتحمل سمكة الشبوط تغيرات درجة الحرارة وقدرًا من التلوث. يعيش الشبوط في آسيا وأوروبا وأمريكا الشمالية، ومن المحتمل أن يكون الرهبان الآسيويون نقلوه إلى أوروبا في القرن الثاني عشر الميلادي. وكان يربي الرهبان الشبوط في خزانات حجرية. وفي أوروبا استوطنت أسماك الشبوط الأنهار مثل الدانوب الذي يصب في البحر الأسود، وبحر إيجة. وتكشف مناطق الاستيطان البشري الأولى في الدول المجاورة مثل اليونان ورومانيا عن مقادير هائلة من عظام الشبوط. ويربى الشبوط في بعض الدول في مرابي (مزارع) الأسماك مصدرًا للغذاء. وتربية الشبوط من النشاطات المهمة في فرنسا وأوروبا الشرقية وفلسطين المحتلة وكوريا وروسيا ومصر. وفي الولايات المتحدة تمكنت أسماك الشبوط من الفرار من بعض مرابي الأسماك، وباتت الآن تهدد الأنواع الأخرى من أسماك المياه العذبة.

## شكل سمكة الشّبوط
يتنمي الشّبوط إلى فصيلة الشّبوطيات أي رأسها مخروطي الشكل وجمسها مغزلي ولها أربعة شوارب أو زوائد استشعارية تحيط بالفم، حيث تكون زوج الزوائد العلوية أطول من الزوائد السّفلية، ويغطي جسمها حراشف كبيرة مستديرة الشكل. أما لون هذه الأسماك عادة فيكون زيتونياً مخضراً، والجزء السفلي للجسم أصفر اللون، والزعانف مائلة للحمرة على الجوانب، بينما الزعانف التي تكون على الظهر فهي طويلة ولونها شفاف، وأما فم الشبوط فهو فم كبير وله فكان لا يحتويان على الأسنان، وإنّما تكون الأسنان في حنجرتها حيث تقوم بطحن الطعام بها. يصل طول سمك الشبوط عندما ينمو إلى مترٍ واحدٍ ولكن يترواح الطول الطبيعي للسمكة من بين 30 إلى 75سم، ويصل وزنها إلى خمسة وعشرين كيلوغرام، وقد يتعدى هذا الوزن إلى أوزان أخرى حيث تم تسجيل أكبر وزن لهذه السمكة ما يقارب 37 كيلوغرام.

## البيئة المائية لسمك الشّبوط
يعيش سمك الشبوط أو المبروك في المياه العذبة التي تكون بها المياه بطيئة الحركة والمياه قليلة الملوحة كبحر البلطيق، ويتغذى هذا النوع من الأسماك على القشريات، والحشرات المائية، والأعشاب، والرخويات، والأعلاف، والطحالب، وكذلك البذور، والديدان الحلقية. تعتبر آسيا الموطن الأصلي للشبوط، ولكن لاحقاً استوطن الشبوط في اليونان، ورومانيا، حيث يحتوي كل من نهر الدانوب، والبحر الأسود، وبحر إيجه على هذا النوع من الأسماك، وبعدها انتقل سمك الشبوط إلى أمريكا الشمالية.

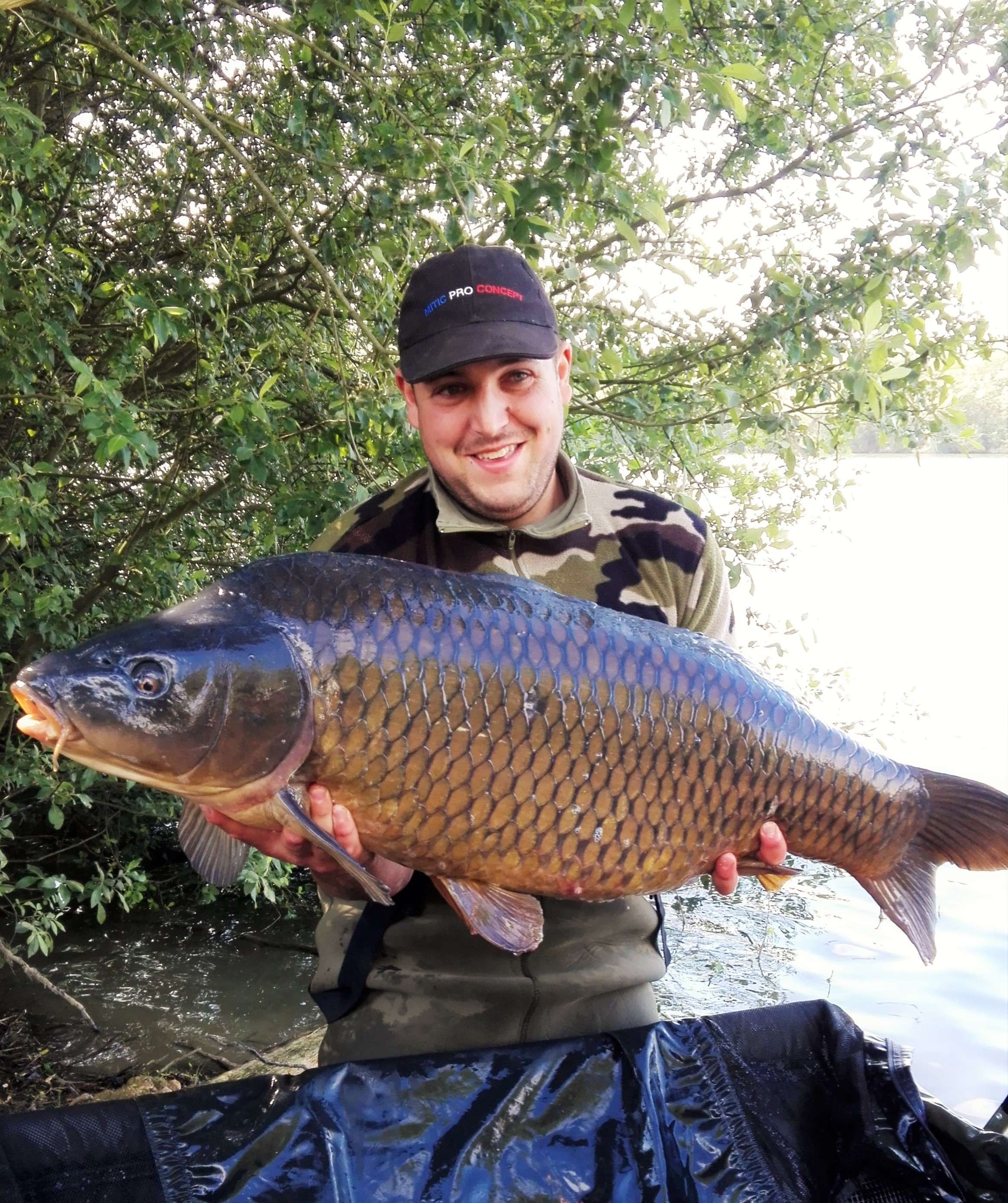
سمك الشبوط

## الأماكن التي يعيش فيها الشبوط

### من حيث البيئة إلى
1. المياه العذبة عندما تكون حركة المياه فيها خفيفة.
2. المياه التي تمتاز بالملوحة قليلة.

### من حيث المناطق إلى
1. الموطن الأصلي لأسماك الشبوط هو قارة آسيا.
2. لكن بعد ذلك استوطن سمك الشبوط في المناطق التاليه : رومانيا واليونان وبالتحديد في البحر الاسود ونهر الدانوب.
3. انتقل سمك الشبوط بعد ذلك إلى قارة أمريكا الشمالية.

## أهمية سمك الشّبوط
يعتبر لحم الشبوط من اللحوم الغذائية المهمة، ولهذا تنجح تربيته وزراعته في الكثير من الدول، ويتمتع سمك الشبوط بميزة مهمة من حيث تربيته لفترات طويلة وتكاثره بحجم كبير جداً، حيث يصل عمر سمك الشبوط إلى عشرين عاماً، وتضع أنثى السمك من البيوض ما يقدر عدده بستة وثلاثين ألف بيضة. تعتمد خصوبة الشبوط على المناخ الحراري للمنطقة التي يعيش فيها، وتعتبر اليابان الرائدة في تربية الشبوط حيث يعدّ هذا السمك قديما رمزاً للخصوبة بسبب طول عمره وسرعة معدل نموه، ومن أهم أنواع سمك الشبوط هو الشبوط المرآتي الذي تكون حراشفه كبيرة كالمرآة على جانبيه، والشبوط العاري أي لا يغطي جسمه القشور، والشبوط المحرشف والعديد من السلالات الأخرى.

## مميزات سمك الشبوط
- النمو السريع.
- يتميز بطوله فقد سجل أكبر طول له وكان 1.2م كما يعرف بأنه سمك معمر فقد يصل عمره إلى 47 سنة.
- يمكن أن يعتمد على الأعلاف في غذائه، إذ أنه من أهم أسماك التربية المائية بالنسبة للكثير من الدول.
- تعايش مع درجات الحرارة المختلفة ويمتاز بتحمله للتلوث.
- يكون رأسه مخروطي وجسمه مغزلي الذي يغطيه حراشف كبيرة.
- يغطي فمه أربعة شوارب استشعارية كما ان لا يوجد أسنان لسمك الشبوط.

## فوائد سمك الشبوط
هناك الكثير ممن يحبون تناول الأسماك وبالتحديد سمك الشبوط، وقد يجهل الكثير حول ميزات سمك الشبوط وأماكن عيشه والكثير من المعلومات عنه:

### أهم فوائده
- مصدرا هام لليود المهم للدم.
- يحتوي على فيتامين ( أ ) و ( د ) تحديدا في كبد سمك الشبوط.
- كما أنه يقوي الدم والعظام و الأسنان.
- له فائدة في تحديد المزاج وتحسين النفسية.
- كما أن سمك الشبوط يعد مفيد للمرأة الحامل فهو يساعد على نمو الجنين في بطن الأم الحامل.
- يساعد في شفاء التهاب المفاصل وأمراض الروماتيزم.
- يحتوي على فيتامين ( د ) بنسبة عالية جدا، حيث يساعد في شفاء أمراض العيون.
- يساعد في خفض ضغط الدم العالي وعدم حدوث جلطات الدم والمحافظة على انتظام دقات القلب.
- كما أن السمك يحتوي على الفسفور والذي يساعد في تحسين الذاكرة.
- غني بالأوميجا 3 و الذي يعتبرا مساعدا في علاج الاكتئاب، حيث كشفت دراسة بريطانية أن أحماض “أوميجا3” تساعد في علاج حالات الاكتئاب.

## معرض صور

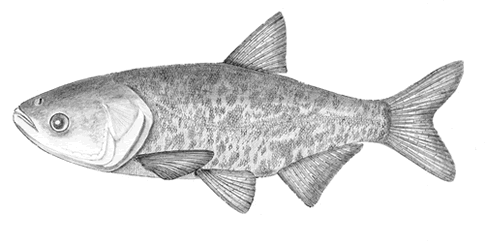
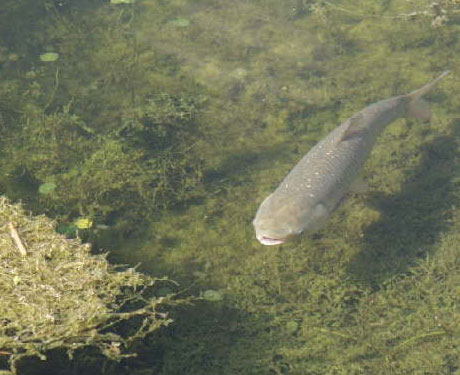
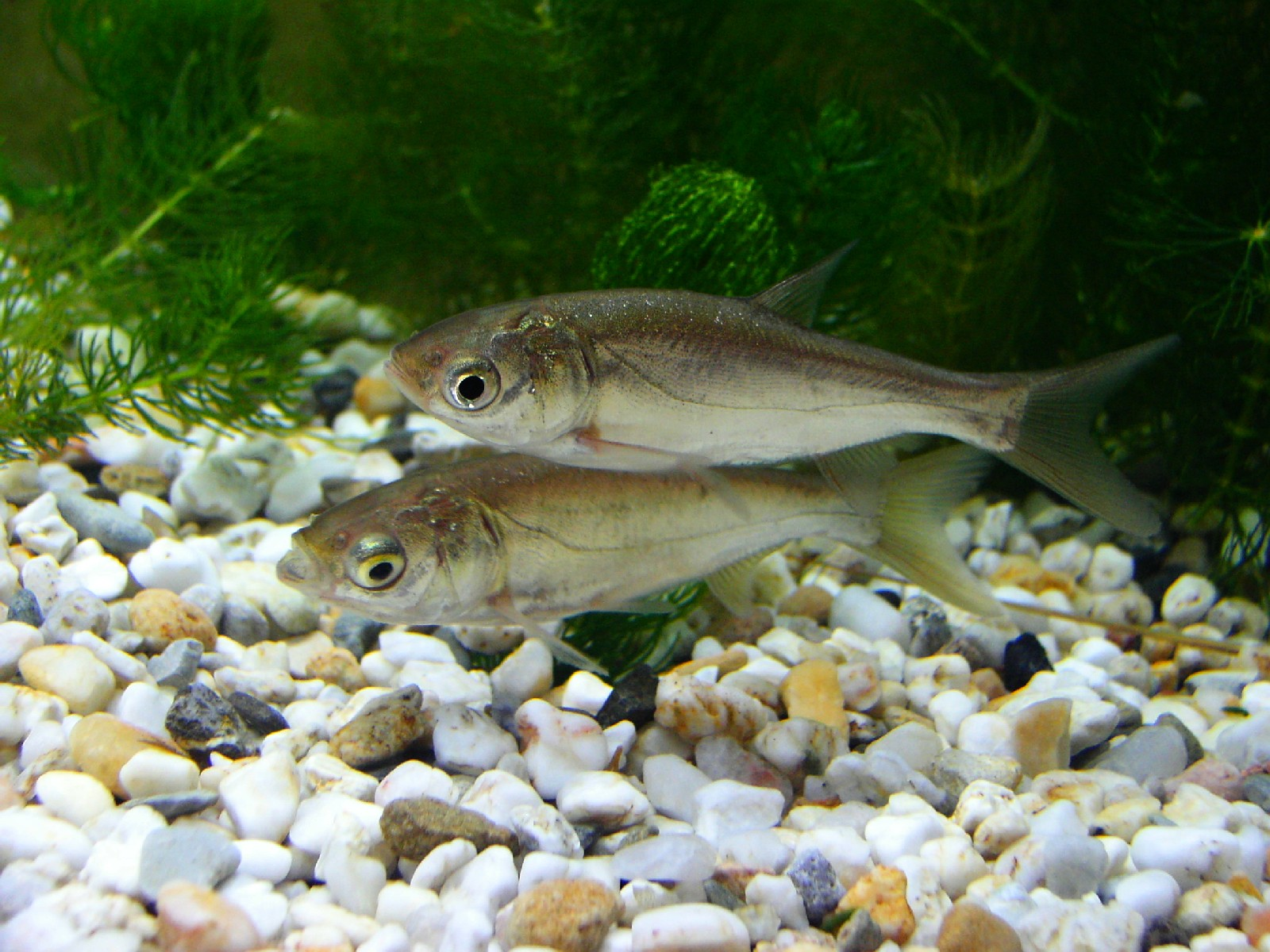
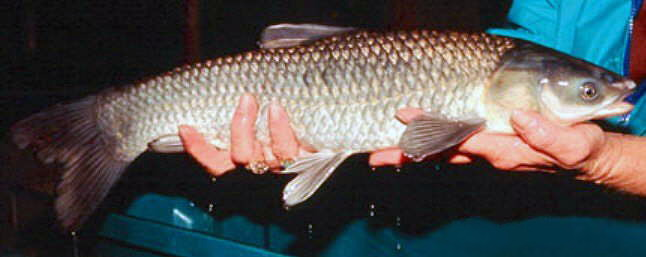